# Cristian Bem
Cristian Bem (n. 23 noiembrie 1972) este un senator român, ales în 2024 din partea SOS. 